# Lista över countyn i Nebraska

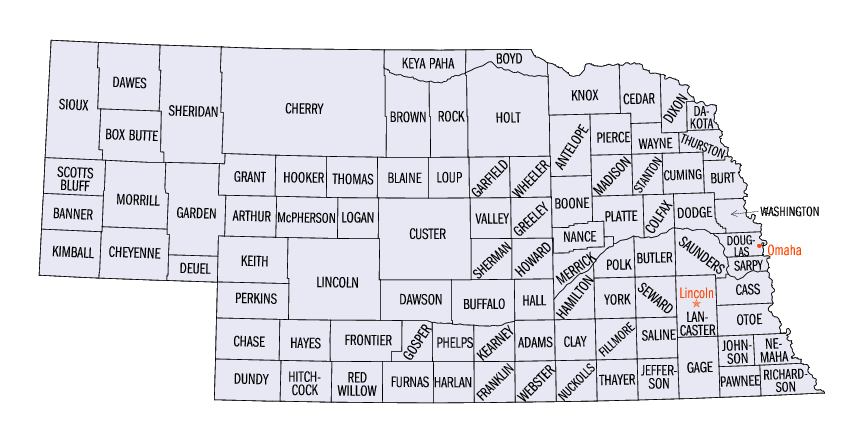
Nebraskas countyn.

Detta är en lista över de 93 countyn som finns i delstaten Nebraska i USA. 
| County              | Huvudort (county seat) |
| ------------------- | ---------------------- |
| Adams County        | Hastings               |
| Antelope County     | Neligh                 |
| Arthur County       | Arthur                 |
| Banner County       | Harrisburg             |
| Blaine County       | Brewster               |
| Boone County        | Albion                 |
| Box Butte County    | Alliance               |
| Boyd County         | Butte                  |
| Brown County        | Ainsworth              |
| Buffalo County      | Kearney                |
| Burt County         | Tekamah                |
| Butler County       | David City             |
| Cass County         | Plattsmouth            |
| Cedar County        | Hartington             |
| Chase County        | Imperial               |
| Cherry County       | Valentine              |
| Cheyenne County     | Sidney                 |
| Clay County         | Clay Center            |
| Colfax County       | Schuyler               |
| Cuming County       | West Point             |
| Custer County       | Broken Bow             |
| Dakota County       | Dakota City            |
| Dawes County        | Chadron                |
| Dawson County       | Lexington              |
| Deuel County        | Chappell               |
| Dixon County        | Ponca                  |
| Dodge County        | Fremont                |
| Douglas County      | Omaha                  |
| Dundy County        | Benkelman              |
| Fillmore County     | Geneva                 |
| Franklin County     | Franklin               |
| Frontier County     | Stockville             |
| Furnas County       | Beaver City            |
| Gage County         | Beatrice               |
| Garden County       | Oshkosh                |
| Garfield County     | Burwell                |
| Gosper County       | Elwood                 |
| Grant County        | Hyannis                |
| Greeley County      | Greeley Center         |
| Hall County         | Grand Island           |
| Hamilton County     | Aurora                 |
| Harlan County       | Alma                   |
| Hayes County        | Hayes Center           |
| Hitchcock County    | Trenton                |
| Holt County         | O'Neill                |
| Hooker County       | Mullen                 |
| Howard County       | St. Paul               |
| Jefferson County    | Fairbury               |
| Johnson County      | Tecumseh               |
| Kearney County      | Minden                 |
| Keith County        | Ogallala               |
| Keya Paha County    | Springview             |
| Kimball County      | Kimball                |
| Knox County         | Center                 |
| Lancaster County    | Lincoln                |
| Lincoln County      | North Platte           |
| Logan County        | Stapleton              |
| Loup County         | Taylor                 |
| Madison County      | Madison                |
| McPherson County    | Tryon                  |
| Merrick County      | Central City           |
| Morrill County      | Bridgeport             |
| Nance County        | Fullerton              |
| Nemaha County       | Auburn                 |
| Nuckolls County     | Nelson                 |
| Otoe County         | Nebraska City          |
| Pawnee County       | Pawnee City            |
| Perkins County      | Grant                  |
| Phelps County       | Holdrege               |
| Pierce County       | Pierce                 |
| Platte County       | Columbus               |
| Polk County         | Osceola                |
| Red Willow County   | McCook                 |
| Richardson County   | Falls City             |
| Rock County         | Bassett                |
| Saline County       | Wilber                 |
| Sarpy County        | Papillion              |
| Saunders County     | Wahoo                  |
| Scotts Bluff County | Gering                 |
| Seward County       | Seward                 |
| Sheridan County     | Rushville              |
| Sherman County      | Loup City              |
| Sioux County        | Harrison               |
| Stanton County      | Stanton                |
| Thayer County       | Hebron                 |
| Thomas County       | Thedford               |
| Thurston County     | Pender                 |
| Valley County       | Ord                    |
| Washington County   | Blair                  |
| Wayne County        | Wayne                  |
| Webster County      | Red Cloud              |
| Wheeler County      | Bartlett               |
| York County         | York                   |